# Capel (rivier)
De Capel is een rivier in de regio South West in West-Australië.

## Geschiedenis
De oorspronkelijke bewoners van het stroomgebied van de Capel waren de Nyungah Aborigines van de Wardandi-dialectgroep. De rivier zou een grens gevormd hebben tussen verschillende clans. Er werden verschillende stenen artefacten langs de rivier gevonden. De benedenloop van de Capel was van cultureel belang voor de plaatselijke Aborigines omdat ze er hun doden begroeven. Echter, na een slachtpartij in 1841, door John Bussell en een aantal kolonisten, ten gevolge de moord op John Layman door de aboriginesoudere Gaywal, meden de Aborigines de plaats.
In 1801 deed een Franse expeditie onder leiding van Nicolas Baudin met het schip Geographe de Geographebaai aan en vernoemde haar naar het schip. Ze ontdekten de rivier echter niet omdat deze verscholen lag achter een strook duinen en misten de ontdekking van een grote voorraad zoetwater. De eerste Europeaan die de rivier ontdekte was Frederick Ludlow in 1834. H.W.Bunbury vermeldde in 1837 dat de rivier door John Bussel naar diens Engelse nicht Capel Carter was vernoemd.
In 1843 vestigden de eerste kolonisten zich onder militaire bescherming langs de Capel. In 1851 bouwde George Payne er een watermolen en ontstond er een kleine nederzetting. Er werd een brug gebouwd nabij de watermolen om de aanvoer van graan naar de molen toe te laten. Reeds van 1844 waren er plannen voor de stichting van een dorp genaamd Coolingnup maar pas in 1897 werd Capel gesticht.

## Geografie
De zuidelijke Capel ontspringt aan de rand van de Darling Scarp en stroomt in noordwestelijke richting over het noordelijke deel van het Blackwood-plateau. Nabij Goodwood komen de zuidelijke en noordelijke Capel samen en vormen de Capel die verder door de Swan-kustvlakte stroomt. De rivier kruist de Bussell Highway nabij het plaatsje Capel. Sinds het uitgraven van een kunstmatige monding door de duinen nabij het Stirling-drasland in 1880 mondt de Capel rechtstreeks uit in de Geographebaai aan de Indische Oceaan.
De Capel wordt door zes waterlopen gevoed:
- Capel River North (76m)
- Capel River South (76m)
- Maidenhair Gully (57m)
- Camp Gully (38m)
- Gynudup Brook (9m)
- Layman Gully (8m)

## Klimaat
De Capel ligt in een gebied met een mediterraan klimaat met een natte koude winter en een warme droge zomer. Van 1900 tot 1974 bedroeg de gemiddelde jaarlijkse neerslag 870 mm. Van 1975 tot 2003 werd een gemiddelde jaarlijkse neerslag van slechts 735 mm opgemeten, een verschil van 16%. De neerslag is seizoensgebonden en doet zich hoofdzakelijk tussen mei en september voor. De gemiddelde jaarlijkse evaporatie bedroeg ongeveer 1400mm.

## Ecologie
Ongeveer 70% van het stroomgebied van de Capel is ontbost. Door de verwijdering van de begroeiing stroomt het regenwater sneller naar de oceaan en neemt ook de erosie toe.
Langs de oevers groeit onder meer Eucalyptus rudis, Astartea fascicularis, Agonis linearifolia, Corymbia calophylla, Trymalium floribundum, Gastrolobium bilobum, Lepidosperma, Agonis flexuosa en Melaleuca rhaphiophylla.